# Alan Brooke, III visconte Brookeborough
Alan Henry Brooke, III visconte Brookeborough (30 giugno 1952), è un nobile, politico e militare britannico.

## Biografia
Alan Henry Brooke è nato il 30 giugno 1952 ed è il figlio di John Brooke, II visconte Brookeborough (1922 - 1987) e di sua moglie Rosemary Chichester (1926 - 2008). Il feldmaresciallo Alan Brooke (1883 - 1963) era zio di Basil Brooke, I visconte di Brookeborough, suo nonno.
Ha studiato alla Harrow School di Londra, al Millfield di Street e al Royal Agricultural College di Cirencester.
Nel 1971 è entrato nell'esercito britannico venendo commissionato nel 17th/21st Lancers. Nel 1977 è passato all'Ulster Defence Regiment, che nel 1992 sarebbe diventato il Royal Irish Regiment. Dal 1980 al 1983 è stato co-comandante del 4º battaglione dell'Ulster Defence Regiment. Nel 1988 è stato promosso a maggiore. Nel 1993 è stato promosso tenente colonnello e nel 1997 è diventato colonnello onorario del 4º/5º battaglione dei Royal Irish Rangers. Nel 2008 ha lasciato l'ultimo incarico.
Il 5 marzo 1987, alla morte del padre, è diventato visconte Brookeborough. Sebbene abbia perso il diritto automatico a un seggio nella Camera dei lord, come tutti gli altri pari ereditari dopo l'approvazione dell'House of Lords Act 1999, lord Brookeborough è rimasto nella camera come pari ereditario eletto e non appartiene ad alcun partito. Il 3 febbraio 1988 tenne il suo discorso inaugurale di fronte ai lord. Sul sito ufficiale della Camera dei lord dell'Irlanda del Nord vengono menzionati come suoi interessi politici l'agricoltura, il turismo, la difesa e la sanità. Come stati di interesse speciale egli menziona gli stati europei e in particolare il Regno Unito. Dal 1988 al 1997 è stato membro della sottocommissione agricola della Comunità economica europea. Dal 1998 al 2002 è stato membro del comitato ristretto della Comunità europea. Nello stesso periodo è stato anche membro del sottocomitato "British Energy Industry and Transport". Dal 2007 è membro del sottocomitato D.
Dal 1997 è Lord-in-Waiting della regina. È presidente della Co. Fermanagh Unionist Association ed è stato nominato membro indipendente del Northern Ireland Policing Board nel 2001. Lord Brookeborough ha rappresentato la regina Elisabetta II come Lord-in-Waiting al posto di Carlo, principe del Galles e di Camilla, duchessa di Cornovaglia all'arrivo del Presidente degli Stati Uniti Barack Obama e della First Lady Michelle nella loro visita di Stato nel Regno Unito il 24 maggio 2011.
È stato anche direttore non esecutivo del Green Park Healthcare Trust dal 1992 al 2001, presidente del Basel International (Jersey) dal 1995 al 2001, direttore non esecutivo del Basel International (Jersey), membro indipendente del Northern Ireland Policing Boards dal 2001 al 2006, presidente dell'Army Benevolent Fund Northern Ireland dal 2005, presidente della Co. Fermanagh Unionist Association e membro del National Employer Advisory Board dal 2005.
Attualmente è direttore non esecutivo del Basel Trust Corporation (Channel Islands) Ltd, un'azienda che fornisce servizi finanziari, e membro del Winston Churchill Memorial Trust.
Dal 2 luglio 2012 è lord luogotenente di Fermanagh.
Il 26 giugno 2014 è stato nominato cavaliere di grazia e giustizia del Venerabile ordine di San Giovanni e il 23 aprile 2018 cavaliere compagno dell'Ordine della Giarrettiera.

## Vita personale
Lord Brookeborough, noto alla famiglia e ai suoi amici come Alan Brooke o Alan Brookeborough, è sposato dal 1980 con Janet Elizabeth Cooke, figlia di J.P. Cooke, di Doagh. Possiede una tenuta di mille acri, Colebrooke Estate, appena fuori Brookeborough, nella contea di Fermanagh, Irlanda del Nord. Il centro della tenuta è Colebrooke Park, una casa di campagna neoclassica dei primi anni del XIX secolo che è la sede ancestrale della famiglia Brooke.
Lord e lady Brookeborough non hanno figli. Suo fratello minore, l'onorevole Christopher Brooke, che ha quattro figli, è il suo erede presunto. Lord Brookeborough intende lasciare la tenuta di Colebrooke, inclusa Colebrooke Park, a suo nipote, il figlio maggiore ed erede di suo fratello.

## Ascendenza
|                                         |                          |                                    | Genitori                                         |  |  | Nonni |  |  | Bisnonni                    |  |  | Trisnonni                    |  |
|                                         |                          |                                    |                                                  |  |  |       |  |  | Arthur Brooke, IV baronetto |  |  | Victor Brooke, III baronetto |  |
|                                         |                          |                                    |                                                  |  |  |       |  |  | Arthur Brooke, IV baronetto |  |  | Victor Brooke, III baronetto |  |
|                                         |                          | Alice Bellingham                   |                                                  |  |  |       |  |  | Arthur Brooke, IV baronetto |  |  |                              |  |
| Basil Brooke, I visconte Brookeborough  |                          |                                    |                                                  |  |  |       |  |  | Arthur Brooke, IV baronetto |  |  |                              |  |
|                                         |                          | Gertrude Isabella Batson           | Stanlake Ricketts Batson                         |  |  |       |  |  |                             |  |  |                              |  |
|                                         |                          | Gertrude Isabella Batson           | Stanlake Ricketts Batson                         |  |  |       |  |  |                             |  |  |                              |  |
|                                         |                          | Gertrude Isabella Batson           | Gertrude Juliana Lowry-Corry                     |  |  |       |  |  |                             |  |  |                              |  |
| John Brooke, II visconte Brookeborough  |                          | Gertrude Isabella Batson           |                                                  |  |  |       |  |  |                             |  |  |                              |  |
|                                         |                          | Charles Warden Sergison            | Warden Sergison                                  |  |  |       |  |  |                             |  |  |                              |  |
|                                         |                          | Charles Warden Sergison            | Warden Sergison                                  |  |  |       |  |  |                             |  |  |                              |  |
|                                         |                          | Charles Warden Sergison            | Emilia Gordon-Cumming                            |  |  |       |  |  |                             |  |  |                              |  |
| Cynthia Sergison                        |                          | Charles Warden Sergison            |                                                  |  |  |       |  |  |                             |  |  |                              |  |
|                                         |                          | Florence Emma Louise Hanbury-Tracy | Charles Hanbury-Tracy, IV barone Sudeley         |  |  |       |  |  |                             |  |  |                              |  |
|                                         |                          | Florence Emma Louise Hanbury-Tracy | Charles Hanbury-Tracy, IV barone Sudeley         |  |  |       |  |  |                             |  |  |                              |  |
|                                         |                          | Florence Emma Louise Hanbury-Tracy | Ada Tollemache                                   |  |  |       |  |  |                             |  |  |                              |  |
| Alan Brooke, III visconte Brookeborough |                          | Florence Emma Louise Hanbury-Tracy |                                                  |  |  |       |  |  |                             |  |  |                              |  |
|                                         | Edward Arthur Chichester | George Vaughan Chichester          |                                                  |  |  |       |  |  |                             |  |  |                              |  |
|                                         | Edward Arthur Chichester | George Vaughan Chichester          |                                                  |  |  |       |  |  |                             |  |  |                              |  |
|                                         | Edward Arthur Chichester | Harriet Eleanor Lyle               |                                                  |  |  |       |  |  |                             |  |  |                              |  |
| Arthur Chichester                       | Edward Arthur Chichester |                                    |                                                  |  |  |       |  |  |                             |  |  |                              |  |
|                                         |                          | Mary Agnes Cubitt                  | George Cubitt, I barone Ashcombe                 |  |  |       |  |  |                             |  |  |                              |  |
|                                         |                          | Mary Agnes Cubitt                  | George Cubitt, I barone Ashcombe                 |  |  |       |  |  |                             |  |  |                              |  |
|                                         |                          | Mary Agnes Cubitt                  | Laura Joyce                                      |  |  |       |  |  |                             |  |  |                              |  |
| Rosemary Chichester                     |                          | Mary Agnes Cubitt                  |                                                  |  |  |       |  |  |                             |  |  |                              |  |
|                                         |                          | William Robert Young               | John Young                                       |  |  |       |  |  |                             |  |  |                              |  |
|                                         |                          | William Robert Young               | John Young                                       |  |  |       |  |  |                             |  |  |                              |  |
|                                         |                          | William Robert Young               | Grace Charlotte Savage                           |  |  |       |  |  |                             |  |  |                              |  |
| Hilda Grace Young                       |                          | William Robert Young               |                                                  |  |  |       |  |  |                             |  |  |                              |  |
|                                         |                          | Mary Alice Workman-Macnaghten      | Francis Edmund Workman-Macnaghten, III baronetto |  |  |       |  |  |                             |  |  |                              |  |
|                                         |                          | Mary Alice Workman-Macnaghten      | Francis Edmund Workman-Macnaghten, III baronetto |  |  |       |  |  |                             |  |  |                              |  |
|                                         |                          | Mary Alice Workman-Macnaghten      | Alice Mary Russell                               |  |  |       |  |  |                             |  |  |                              |  |
|                                         |                          | Mary Alice Workman-Macnaghten      |                                                  |  |  |       |  |  |                             |  |  |                              |  |